# Перельман, Хаим
Хаим Перельман (фр. Chaïm Perelman; 20 мая 1912, Варшава — 22 января 1984, Брюссель) — бельгийский учёный, философ

, логик, профессор, доктор права (1934), доктор философии и математики (1938).

## Биография
Родился в еврейской семье, которая в 1925 эмигрировала из Варшавы в Антверпен (Бельгия). Обучался в Брюссельском свободном университете.
В 1934 стал доктором права, а через 4 года получил вторую докторскую степень по философии, защитив диссертацию о Готтлобе Фреге. В 1934 был приглашен в Свободный университет на преподавательскую работу на кафедру философии и литературы. В 1944 г. стал профессором логики и метафизики в Свободном университете в Брюсселе, став таким образом, самым молодым профессором в истории этого учебного заведения.
Был деканом факультета философии и литературы и директором Педагогической школы.
Х. Перельман был генеральным секретарем Международной федерации философских обществ, президентом Бельгийского общества философии и Бельгийского общества логики и философии науки. Он был членом правления Еврейского университета в Иерусалиме и генеральным секретарем общества Бельгийских друзей Еврейского университета.
Был в числе сторонников философии современного гуманизма XX века, подписавших в 1973 «Второй гуманистический манифест».
Умер в своем доме в Брюсселе от сердечного приступа 22 января 1984 года.

## Научная деятельность
Х. Перельман — ведущий теоретик аргументации XX века.
Многие из его ранних произведений посвящены математической логике. Особенно много внимания он уделял понятию справедливости и формам дискурсивного мышления, отличным от дедуктивного.
Возглавлял Брюссельскую школу «новой риторики» (неориторики), сложившуюся в 1950-х годах. Труды Х. Перельмана ознаменовали начало риторического ренессанса во второй половине XX века, стали истоком нового периода в развитии риторики («новая риторика») и базисом нового направления в неориторике — аргументативной риторики.
Внес значительный вклад в исследовании области права в качестве директора Национального центра научных исследований в области логики Свободного университета в Брюсселе.

## Избранные научные труды
- О произвольности в познании (1933)
- О справедливости (1945)
- Философия и риторика (1952)
- Новая риторика: Трактат по аргументации (в соавторстве с Л.Ольбрехт-Тытекой, 1958)
- Справедливость и разум (1963)
- Droit, morale et philosophie (1968)
- Le Champ de l’argumentation (1969)
- Logique juridique (1976)
- L’Empire rhétorique (1977)
- Le Raisonnable et le déraisonnable en droit (1984) и др.

Автор учебного пособия для вузов «Историческое введение в философское мышление» (An Historical Introduction to Philosophical Thinking) и многочисленных статей в философских журналах мира.

### Издания на русском языке
Перельман, Х.; Олбрехт-Тытека, Л. Из книги «Новая риторика: трактат об аргументации» // Язык и моделирование социального взаимодействия. — М.: Прогресс, 1987. — С. 207—264

## Награды
- В 1962 удостоен премии Франки в области социальных наук.
- В знак признания его заслуг и достижений, Х. Перельману бельгийской законодательной властью в декабре 1983 был присвоен титул барона.